# Concerto per pianoforte e orchestra n. 14
Il Concerto per pianoforte e orchestra n. 14, K. 449, in mi bemolle maggiore di Wolfgang Amadeus Mozart è un concerto per pianoforte scritto nel 1784.

## Storia
È la prima composizione che ha inserito in un taccuino della sua musica che ha poi conservato per i successivi sette anni, segnando temi principali, date di completamento e altre informazioni importanti. Da questo taccuino abbiamo l'informazione che ha completato il concerto il 9 febbraio 1784.
Nello stesso anno scrisse diversi concerti in successione e in una lettera a suo padre quel maggio, scrisse a proposito dei concerti n. 15 e 16 (K. 450 e 451) che "non poteva scegliere tra loro" ma che "quello in Mi bemolle [n. 14] non appartiene affatto alla stessa categoria. È uno di un tipo abbastanza singolare...". Il n. 14 è considerato il primo della serie matura di concerti che Mozart ha scritto e, in effetti, commentatori come Cuthbert Girdlestone e Arthur Hutchings lo hanno valutato come uno dei migliori, in particolare perché tutti e tre i movimenti sono di altissimo livello.

## Movimenti
Questo concerto ha tre movimenti:
1. Allegro vivace (3⁄4)
2. Andantino (Si bemolle maggiore, 2⁄4)
3. Allegro ma non troppo (2⁄2 – 6⁄8)

Tra le opere scritte nel 1784 vi sono, oltre a questo concerto, i sei concerti per pianoforte 14–19, il Quintetto per pianoforte e fiati, insieme a diverse opere per pianoforte: la notevole Sonata in do minore, un quartetto d'archi n. 17 (detto "Hunt") ed anche diverse serie di danze orchestrali. Tra le opere di altri compositori conosciuti da Mozart proprio in questo periodo figurano la Sinfonia n. 80 (in Re minore) e il secondo concerto per violoncello di Joseph Haydn; Michael Haydn aveva pubblicato due serie di quartetti l'anno prima (anche l'anno dei due duetti violino-viola di Mozart, per i quali la leggenda narra che fossero stati creati per aiutare quel compositore a portare a termine una commissione, che Alfred Einstein considera una storia discutibile) e Carl Stamitz e Ignaz Pleyel a vicenda una serie di sei  (Pleyel ne pubblicò un'altra serie nel 1784.) Un concerto per violoncello di Pleyel (in Do) fu rilasciato sempre tra il 1782 e il 1784 (Pleyel era un compositore i cui quartetti, almeno, Mozart valutava moltissimo.)

### I. Allegro vivace
Il primo movimento inizia con un'indicazione del tempo di 3⁄4, una caratteristica insolita tra i 27 concerti per pianoforte di Mozart. Tra questi solo questo, il quarto, l'undicesimo e il ventiquattresimo si aprono con un movimento in 3⁄4. È anche tradizionale, nel tutti di un concerto classico, che ci sia poca chiave avventurosa. Ci sono diverse ragioni per questo, ma il risultato è che, meno questo è vero e più diventa difficile distinguere il tutti dall'apertura di una sinfonia dell'era classica.
La prima frase di questo concerto inizia in modo ambiguo. Un Mi♭ all'unisono seguito da un Do, quindi da un Sol, è seguito dall'accordo di dominante (La♮) trillato fino alla dominante, Si♭. È interessante notare che questa progressione sembra suggerire una cadenza dominante nella chiave dominante di Si♭. In altre parole, Domin da Fa a Si♭ (ii - V - I in Si♭). C'è una modulazione immediata, attraverso un focoso passaggio del Do minore in Si♭ maggiore. Qui si sente un possibile secondo tema, interpretato dagli archi, con i fiati che non arrivano fino al suo successivo motivo (vicino alla modulazione di nuovo in Mi♭).
Interessante anche questo concerto è che il primo movimento si avventura fuori dalla normale concezione del concerto. Di solito, quando arriva il momento della cadenza al termine della ricapitolazione, i solisti eseguono un trillo cadenzale sulla tonica dopo il quale l'orchestra suonerà parte del ritornello che porta all'I 6/4 ed a quel punto i solisti eseguono la cadenza. Tuttavia, invece che il trillo venga accompagnato dagli archi, viene interrotto da loro alla seconda battuta e finisce per risolversi in Do minore. Poco dopo, tuttavia, arriva l'I64 e inizia la cadenza e tutto continua normalmente.

### III. Allegro ma non troppo
Girdlestone (p 187, Mozart and his Piano Concertos) scrive che l'andatura di questo finale non è "né quella di un galop, né di una corsa e nemmeno di una danza, ma solo di una camminata oscillante, rapida e regolare e la virtù del suo ritornello, con il suo contorno abbozzato e la sua dizione "sillabata" ... risiede nel suo ritmo piuttosto che nella sua melodia". Osserva inoltre che mentre questo rondò può essere diviso in sezioni contrastanti, l'aspetto sulla pagina è molto diverso da quello che percepisce l'orecchio, che è quasi monotematico: "Quando, con la partitura in mano, si nota ogni ritorno del primo argomento... è possibile identificare le quattro esposizioni del ritornello [rondò] e le tre coppie... ma ascoltando, l'impressione è che il ritornello non lasci mai la scena".